# Alexander Ilic
Alexander Ilic (* 3. April 1981) ist als deutsch-schweizerischer Informatiker, Hochschullehrer, Jungunternehmer und Geschäftsführer des ETH AI Center in Zürich.

## Leben und Wirken
Alexander Ilic studierte von 2000 bis 2003 Informatik an der Technischen Universität München und schloss als Diplominformatiker ab. Dort beteiligte er sich an Projekten der Computerlinguistik im Bereich der künstlichen Intelligenz. Er übersiedelte 2006 in die Schweiz, wo er an der ETH Zürich im Informationsmanagement am Departement für Management, Technologie und Ökonomie arbeitete. 2009 erhielt er ein Stipendium des Schweizerischen Nationalfonds. Mit einer Dissertation bei Elgar Fleisch wurde er 2010 promoviert. Es folgte ein Postdoc-Studium am MIT. Wie sein Doktorvater an der ETH wurde auch er an der Universität St. Gallen tätig und habilitierte sich dort als Privatdozent. Es ist ihm ein Anliegen, Forschung und Unternehmertum zu verknüpfen. Dies gelang bei verschiedenen Jungunternehmen, an welchen er beteiligt war. So war er 2009 Mitgründer des computerbasierten Sehprogramms Dacuda, das 2017 an die auf erweiterte Realität spezialisierte Firma Magic Leap verkauft wurde. Von 2017 bis 2020 baute er für Magic Leap ein F&E-Zentrum für Computer Vision & Deep Learning in Zürich auf. In dieser Zeit beteiligte er sich am Jungunternehmen Vay, das 2021 von Nautilus übernommen wurde.
Anschliessend kehrte er an die ETH Zürich zurück. Seit 1. Oktober 2020 ist er Geschäftsführer des neu gegründeten ETH AI Center. Ein Ziel des ETH AI Center ist, KI-Modelle zu entwickeln, die sicher und zuverlässig funktionieren und deren Ergebnisse erklärbar, interpretierbar und fair sind. Ilic kann seine Erfahrung in Lehre, Forschung, Industrie und Unternehmertum in die Projekte einbringen.
Um die Zusammenarbeit auf dem Gebiet der KI mit der EPFL Lausanne zu intensivieren, wurde im Oktober 2024 das Schweizerische Nationale Institut für KI (SNAI) gegründet. Von Seiten der ETH Zürich ist Ilic Co-Geschäftsleiter des SNAI. SNAI wird die Dynamik der Schweizer KI-Initiative beschleunigen. Dazu steht der Grossrechner Alps in Lugano als einer der leistungsfähigsten Supercomputer weltweit zur Verfügung. Die Expertise von über 70 auf KI-fokussierten Professuren aus der ganzen Schweiz wird beigezogen. In dieser Zusammenarbeit wird ein neues grosses Sprachmodell (LLM) entwickelt. Dazu nahm Ilic wie folgt Stellung: «Der Wettbewerb um KI ist noch nicht entschieden. Wir stehen noch ganz am Anfang.»

## Veröffentlichungen und Patente
Ilic war bis 2023 an 97 Patenten und über 50 von Experten gesichteten Veröffentlichungen beteiligt. Zu seinen Patenten zählt auch die Scan-Maus, welche in Produkten verwirklicht wurde.

## Auszeichnungen
- 2012: Unternehmer des Jahres, Ernst & Young
- 2012: Prix Strategis, HEC
- 2011: Unternehmer des Jahres, Universität St. Gallen
- 2011: Schweizer Wirtschaftspreis, Swiss Economic Forum
- 2010: Schweizer Innovationspreis
- 2010: MIT Sloan Peer Recognition Award[5]